# Guasaga
Guasaga (Andoa Guasaga), pleme američkih Indijanaca porodice Zaparoan koje je obitavalo u drugoj polovici 16. stoljeća uz srednji i donji tok desne obale Guasage, pritoke Pastaze u Ekvadoru. Bili su jedna od skupina Andoa.